# Jan Šoupal
Jan Šoupal (21. října 1892, Vyškov – 25. listopadu 1964, Ostrava) byl přední český hudební skladatel, sbormistr, dirigent a pedagog 20. století, který se proslavil především řízením Pěveckého sdružení moravských učitelů, které v roce 1935 převzal po Ferdinandu Vachovi a s kterým s velkým úspěchem procestoval velkou část Evropy – Rumunsko (1937), Jugoslávie (1947), Německo (1954), Nizozemsko (1957), SSSR (1957), Paříž (1956), Llangollen (1957),…

## Život
Šoupal pocházel z chudých poměrů, narodil se jako syn soukeníka a kostelníka ve Vyškově. Hudební sluch a velký zájem o hudbu se u Jana projevoval už od raného věku, kdy hrál na housle a zpíval na kůru. I přesto, že bylo jeho hudební nadání mimořádné se rozhodl jít studovat práva, ale hudební kariéra nakonec zvítězila. Nejprve se po dychtivé snaze dostal do třídy Jaroslava Kvapila, kde se učil skladbu a dirigování a sborové práci se učil u v PSMU sledováním Ferdinanda Vacha. Později absolvoval i státní zkoušky z klavíru a varhan.
Ve svém životě se proslavil i jako vynikající varhaník a klavírista.